# Andimachia (Stadt)
Andimachia (griechisch Αντιμάχεια (f. sg.), auch Antimáchia) ist eine Kleinstadt im Zentrum der griechischen Insel Kos. Das Gebiet gliedert sich in das Siedlungsgebiet auf einem niedrigen Hochplateau und einer tiefer gelegenen Ebene, die sich im Südwesten anschließt. Hier wurde 1964 der Flughafen Kos-Hippokrates eröffnet. Hauptwirtschaftszweig ist die Landwirtschaft mit dem Anbau u. a. von Getreide, Tabak und Sesam, sowie die Viehhaltung, in jüngerer Zeit zunehmend auch der Tourismus.

## Geschichte
Andimachia geht auf eine antike Siedlung zurück. Durch den Ort floss damals der Fluss Kyparissos, an dessen Ufer in der Antike Asklepios, der griechische Gott der Heilkunst, verehrt wurde. Außerdem ist ein Herakles-Kult überliefert.
Der Ort erlitt 1926 und besonders durch das Erdbeben 1933 schwere Zerstörungen. Nach dem Anschluss des Dodekanes an Griechenland war Andimachia ab 1948 Verwaltungssitz der damaligen Landgemeinde Andimachia (Κοινότητα Αντιμαχείας Kinótita Andimachías). Mit der Umsetzung der Gemeindereform 1997 wurde Andimachia Verwaltungssitz der neu gebildeten Gemeinde Iraklidis, diese wiederum ging im Zuge der Verwaltungsreform 2010 in der Gemeinde Kos auf.
Einwohnerentwicklung von Andimachia
| 1947 | 1951 | 1961 | 1971 | 1981 | 1991 | 2001 | 2011 |
| ---- | ---- | ---- | ---- | ---- | ---- | ---- | ---- |
| 1870 | 1919 | 1539 | 1264 | 1460 | 2089 | 2205 | 2068 |

## Lage und Verkehr
Der Ort liegt relativ zentral zwischen der Halbinsel Kefalos im Südwesten und der Hauptstadt Kos ganz im Osten. Zusammen mit dem Bau des Flughafens wurde die zwischen Kos und Kefalos verlaufende Hauptverbindungsstraße der Insel östlich und südlich von Andimachia als Ortsumgehung verlegt und mit der Erweiterung des Flughafens westlich des Ortes um die Landebahn herum erweitert. Sie bildet heute zusammen mit der nach Norden abzweigenden Verbindung nach Mastichari beinahe einen Ring um die Stadt herum mit insgesamt acht Zufahrten zur Siedlung. Am südlichen Kreisverkehr zweigt die Straße zum Flughafen ab. Ab Mastichari besteht eine Fährverbindung nach Kalymnos.
Der Ort ist über den Fernbusbetreiber KTEL mit der Hauptstadt der Insel verbunden, zudem halten die von dort kommenden Buslinien nach Kardamena und Kefalos am Ortsrand von Andimachia.

## Sehenswürdigkeiten

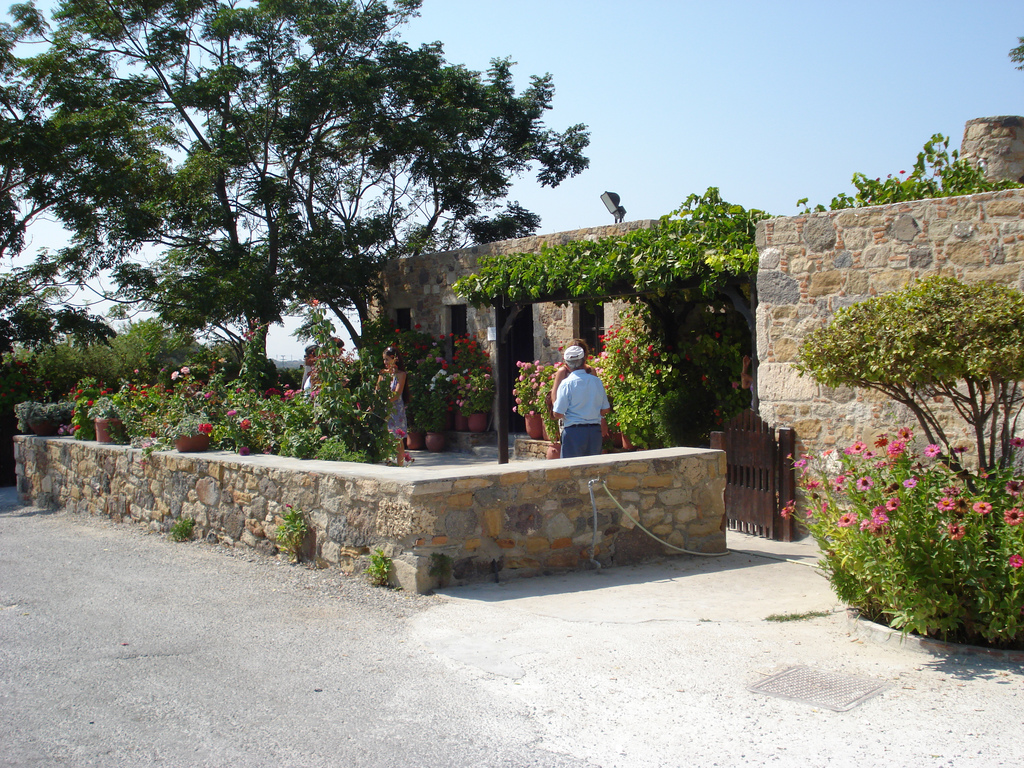
Traditionelles Haus

In der Ortsmitte befindet sich die letzte von etwa 100 ehemaligen Windmühlen, die es in dieser landwirtschaftlich genutzten Gegend gab. Hier wurde bis 2000 noch gelegentlich Korn gemahlen. 2001 war sie gesperrt, danach wurde sie von der Gemeinde renoviert und als Museum wiedereröffnet. Schräg gegenüber befindet sich das „Traditionelle Haus“, ein weiteres Museum, ein um 1850 errichtetes Bauernhaus mit drei Haupträumen. Es wurde vom örtlichen Kultur- und Verschönerungsverein renoviert und mit Gebrauchsgegenständen aus der ersten Hälfte des 20. Jahrhunderts eingerichtet. Gezeigt wird die bäuerliche Lebensweise einer Familie bis in die 1950er Jahre. Beide Museen richten sich an Touristen und als Bildungsstätten an die Jugend der Insel.
- Etwa drei Kilometer südöstlich außerhalb des Ortes auf halbem Weg nach Kardamena befindet sich die mittelalterliche Johanniterfestung Andimachia. Es ist eine höhergelegene frei zugängliche Ruinenanlage mit einzelnen ganz oder teilweise wiedererrichteten Gebäuden und Fernsicht über den südlichen Teil der Insel.
- Hinter dem Flughafen schließt sich der Wald von Plaka an (Dásos Plákas), ein bei Einheimischen beliebtes Ausflugsziel.
- Südöstlich des Kreisverkehrs liegt die Poria-Quelle

### Feste und Traditionen
In der Stadt hat sich ein Umzug am Abend des Pfingstsonntag mit traditioneller Musik und Tanz erhalten, sowie ein Kirchweihfest am 15. September an der Kapelle Agios Nikitas mit Ziegensuppenessen und Weinausschank. Weitere Feste gibt es am 29. Juli und 15. August, sowie am Sonntag zu Karneval.